# Centro Italiano Teatro Amatori
Il Centro Italiano Teatro Amatori (CITA) è una confederazione di associazioni che raccoglie, in un'unica rappresentanza italiana, le tre federazioni nazionali di teatro amatoriale: FITA (Federazione Italiana Teatro Amatori), TAI (ente Teatro Amatoriale Italiano) e UILT (Unione Italiana Libero Teatro) è stata costituita nel gennaio 1985.
Il CITA aderisce alla associazione internazionale di teatro amatoriale AITA/IATA (Association Internationale du Théâtre Amateur / International Amateur Theatre Association), organizzazione non governativa, partner dell'UNESCO, nata per promuovere la conoscenza e l'educazione attraverso il teatro. Aderisce, inoltre, al Centro Regionale AITA/IATA per i paesi di lingua latina, il CIFTA (Comitato Internazionale delle Federazioni di Teatro Amatoriale di cultura latina).